# Servei d'allotjament de vídeo
Un servei d'allotjament de vídeo permet a les persones pujar vídeos a un lloc web d'Internet. El vídeo és desat en el servidor d'allotjament i pot ser vist per la resta de persones.